# Trần Mạnh Cường (cầu thủ bóng đá)
Trần Mạnh Cường (sinh ngày 27 tháng 1 năm 1993) là một cầu thủ bóng đá chuyên nghiệp người Việt Nam đang thi đấu ở vị trí hậu vệ cho câu lạc bộ Viettel.
Trưởng thành từ câu lạc bộ quê nhà Nam Định, Trần Mạnh Cường có 2 mùa giải thi đấu cho Sài Gòn trước khi gia nhập Viettel ở mùa giải 2023.